# Nationale Frauen-Fußball-Meisterschaft
Die Nationale Frauen-Fußball-Meisterschaft (koreanisch 전국여자축구선수권대회) ist ein seit 2003 ausgetragener Fußball-Pokalwettbewerb für südkoreanische Frauenfußball-Vereinsmannschaften. Er wird jährlich von der Korea Football Association (KFA) veranstaltet und ist nach der Meisterschaft der zweitwichtigste Titel im nationalen Vereinsfußball.
Der Sieger der Nationale Frauen-Fußball-Meisterschaft wird nach dem K.-o.-System ermittelt. Endet ein Spiel nach regulärer Spielzeit unentschieden, kommt es zum Elfmeterschießen. Von 2006 bis 2008 wurde der Pokal in Form eines Ligawettkampfes ausgetragen. 2009 wurde der Pokalwettbewerb kurzfristig abgesagt. Ursprünglich sollte der Pokal reformiert werden, die Pläne dafür wurden aber nie umgesetzt.
Der Wettbewerb wird an verschiedenen Orten ausgetragen. Seit 2017 wird der Pokal durchgehend in Habcheon, einem Stadtteil von Changwon, ausgetragen.
Rekordsieger sind die Incheon Hyundai Steel Red Angels mit fünf Titeln. Gegenwärtiger Titelträger sind die Suwon UDC WFC mit zwei Titeln.

## Pokalendspiele und Pokalsieger
| Saison | Austragungsort                                                 | Sieger                                                         | Ergebnis                                                       | Finalist                                                       |
| ------ | -------------------------------------------------------------- | -------------------------------------------------------------- | -------------------------------------------------------------- | -------------------------------------------------------------- |
| 2003   | Yeongju                                                        | Seoul Daekyo Kangerous WFC                                     | 1:0 0:1 (5:4 i. E.)                                            | Incheon INI Steel WFC                                          |
| 2004   | Jinnam                                                         | Incheon INI Steel WFC                                          | 3:0 1:1                                                        | Seoul Daekyo Kangerous WFC                                     |
| 2005   | Hamanju                                                        | Gyeongnam Daekyo Kangerous WFC                                 | 3:0 1:1                                                        | Incheon INI Steel WFC                                          |
| 2006   | Heuiseong-gun                                                  | Gyeongnam Daekyo Kangerous WFC                                 | -:- L                                                          | Seoul WFC                                                      |
| 2007   | Yeoju                                                          | Gyeongnam Daekyo Kangerous WFC Chungnam Ilhwa Chunma WFC       | -:- L                                                          | keiner 1                                                       |
| 2008   | Habcheon                                                       | Incheon INI Steel WFC                                          | -:- L                                                          | Chungnam Ilhwa Chunma WFC                                      |
| 2009   | ursprünglich Austragung geplant; wurde aber nicht durchgeführt | ursprünglich Austragung geplant; wurde aber nicht durchgeführt | ursprünglich Austragung geplant; wurde aber nicht durchgeführt | ursprünglich Austragung geplant; wurde aber nicht durchgeführt |
| 2010   | Habcheon                                                       | Suwon FMC WFC                                                  | 2:1                                                            | Seoul Amazones                                                 |
| 2011   | Habcheon                                                       | Chungnam Ilhwa Chunma WFC                                      | 1:0                                                            | Incheon Hyundai Steel Red Angels                               |
| 2012   | Habcheon                                                       | Incheon Hyundai Steel Red Angels                               | 3:1                                                            | Seoul Amazones                                                 |
| 2013   | Habcheon                                                       | Goyang Daekyo Noonnoppi WFC                                    | 3:1                                                            | Chungbuk Sportstoto                                            |
| 2014   | Habcheon                                                       | Seoul WFC                                                      | 4:2                                                            | Suwon FMC WFC                                                  |
| 2015   | Ulsan                                                          | Incheon Hyundai Steel Red Angels                               | 3:1                                                            | Daejeon Sportstoto                                             |
| 2016   | Ulsan                                                          | Incheon Hyundai Steel Red Angels                               | 0:0 (7:6 i. E.)                                                | Hwacheon KSPO WFC                                              |
| 2017   | Habcheon                                                       | Gumi Sportstoto                                                | 2:2 (4:3 i. E.)                                                | Incheon Hyundai Steel Red Angels                               |
| 2018   | Habcheon                                                       | Gumi Sportstoto                                                | 4:0                                                            | Suwon UDC WFC                                                  |
| 2019   | Habcheon                                                       | Suwon UDC WFC                                                  | 3:2                                                            | Gumi Sportstoto                                                |
| 2020   | Habcheon                                                       |                                                                | -:-                                                            |                                                                |